# متحف شاختاي للمعرفة المحلية
متحف شاختاي للمعرفة المحلية يقع في مدينة شاختاي في منطقة روستوف في روسيا. تم إدراج مبنى المتحف كأحد المعالم المعمارية في أواخر القرن التاسع عشر (1896). تأسس المتحف في عام 1966 ، وافتتح في 18 مايو 1967. المتحف جزء من التراث الثقافي الاتحادي للاتحاد الروسي № 6130554000. · .

## التاريخ والوصف
يقع متحف شاختي للمعرفة المحلية في وسط مدينة شاختي في مبنى قديم، تم بناؤه عام 1896. منذ عام 1896 ، يحمل المبنى اسم الإمبراطورة ألكسندرا فيودوروفنا في ذكرى تتويجها مع الإمبراطور نيكولاس الثاني.
في الجزء المركزي من المبنى، توجد أسقف عالية القبة، مما يخلق جواً من قدومية في المتحف. المتحف تابع للبلدية في منطقة روستوف. مجموعت متحف تتكون من حوالي 13000 وحدة. . يحتوي المتحف على الأيقونات القديمة والصور الفوتوغرافية والوثائق التاريخية من فترات مختلفة وأيضا من تبرعات أكاديمية الفنون في اتحاد الجمهوريات الاشتراكية السوفياتية بعدد 200 لوحات للمتحف. في المتحف توجد غرف مواضيعية، مثل البلدة القديمة، طريقة حياة ميجهانسكي، مجد معركة المدينة و طبيعة حافة الدون.